# Jean Tschabold
Jean Louis Tschabold (Epalinges, 15 dicembre 1925 – Epalinges, 29 aprile 2012) è stato un ginnasta svizzero.

## Palmarès

### Olimpiadi
- Argento a Helsinki 1952 nel concorso a squadre.